# قوات الأمن الاتحادي (باكستان)

شعار قوات الأمن الإتحادي.

كانت قوات الأمن الاتحادي (بالإنجليزية:Federal Security Force) قوة شبه عسكرية أنشأتها ذو الفقار علي بوتو، عندما كان رئيس باكستان. أنشئت في عام 1972، ولقد تم إنشاؤها كقوة مهمة مدنية في الحكومة الاتحادية، لمساعدة الإدارة المدنية والشرطة في الحفاظ على القانون والنظام دون الحاجة إلى تدخل الجيش. تم إنهاء قوات الأمن الإتحادي من قبل الجنرال ضياء الحق بعد أن أطاح بحكومة بوتو في انقلاب عسكري في عام 1977.